# بيتر كوستادينوفيتش
بيتر كوستادينوفيتش (1 أبريل 1978 بديميتروفغراد في بلغاريا - ) هو لاعب كرة قدم بلغاري في مركز الوسط. لعب مع نادي بيروي ستارا زاغورا ونادي تشيرنو مور فارنا وFC Chernomorets Burgas ‏ وPSFC Chernomorets Burgas ‏ ونادي ديميتروفغراد ‏.

## وصلات خارجية
- بيتر كوستادينوفيتش على موقع قاعدة بيانات كرة القدم.إي يو (الإنجليزية)